# オリーブ山の説教
オリーブ山の説教（オリーブやまのせっきょう、英語：Olivet Discourse）はイエス・キリストがオリーブ山で語ったとされる終末的な説教。主にマタイの福音書24章－25章に記述されており、またマルコの福音書13章、ルカの福音書12章、17章、21章にも散らされて保存されている。
特に、マタイの福音書24章3節－35節の箇所は、どのテキストが紀元70年エルサレム陥落の出来事を指しているのか、またどのテキストがキリストの再臨の出来事を指しているのかという議論があり、マタイの福音書の中で最も解釈が難しく研究者の間でも意見が分かれている。

## 解釈
1. イエス・キリストはエルサレム神殿の破壊と終わりの日が同時に起こると考えていたとする解釈。
2. 4-35節はすべて終わりの日に関わる預言で、エルサレム陥落については述べられていないという解釈。
3. 4-35節はすべてエルサレム陥落に関わるもので、終わりの日については、36節以降で「その時はわからない」とイエスは教えられたのみとする解釈。
4. 4-21節はエルサレム崩壊の出来事を、22－35節は終わりの日の出来事を予告しているという解釈。この場合、34節の「この時代」は字義通りの解釈ではなくて、比喩的、象徴的な意味に解釈しなければならなくなる。
5. 4－21節をエルサレム崩壊の出来事と解釈する点では、4番目と同じであるが、終わりの日の出来事を22－23節に限定する。そして、34節の「この時代」、22－23節ではなく、4－21節までの出来事に言及しているという解釈
6. 二重預言として解釈する立場。この解釈によれば、預言は70年のエルサレム陥落と終末のキリストの再臨において二回にわたって成就するという解釈である。